# Hilarographa ancilla
Hilarographa ancilla is een vlinder uit de familie bladrollers (Tortricidae). De wetenschappelijke naam van de soort is voor het eerst geldig gepubliceerd in 2009 door Józef Razowski.

## Type
- holotype: "male, 16.VIII.1917. genitalia slide no. 31842. E. Meyrick det. in Meyrick Coll."
- instituut: BMNH. Londen, Engeland
- typelocatie: "India, Castle Rock, Bombay"